# Лазарєв Віталій Федорович
Лазарєв Віталій Федорович — радянський і український художник театру і кіно.

## Біографічні відомості
Народився 16 січня 1949 р. у Львові в родині службовця. Закінчив Київський художній інститут (1978, театральне відділення).
Працював на Київській кіностудії ім. О. П. Довженка, з 1984 року — художник-постановник.
З 1979 року — учасник всеукраїнських і всесоюзних мистецьких виставок.
Був членом Національної спілки кінематографістів України (1995).
Загинув 10 листопада 2002 р. в Києві.

## Фільмографія
Оформив фільми:
- «Чудик» (1978)[джерело?]
- «Школа» (1980, т/ф, Одеська кіностудія)
- «Повернення з орбіти» (1983)
- «Стрибок» (1985, у співавт.)
- «Чужий дзвінок» (1985, т/ф)
- «Мамо, рідна, любима...» (1986)
- «Кордон на замку» (1988, к/м)
- «Робота над помилками» (1988)
- «Важко бути Богом» (1989)
- «Балаган» (1990)
- «Охоронець» (1991)
- «Круїз, або подорож розлучення» (1991)
- «Дорогою ціною» (1993, Одеська кіностудія) та ін.